# Ocean Rain
Ocean Rain (с англ. — «Океанский дождь») — четвёртый студийный альбом британской постпанк-группы Echo & the Bunnymen, выпущенный 4 мая 1984 года. Был спродюсирован самой группой и продюсерами Гилом Нортоном и Генри Лоустау.
Группа начала писать песни для новой пластинки в 1983 году. В начале 1984 года они записали большую часть альбома в Париже с оркестром из тридцати пяти человек, а другие сессии проходили в Бате и Ливерпуле. Получив смешанные отзывы, альбом был первоначально выпущен в формате виниловой пластинки и кассете в мае 1984 года, а затем в августе был переиздан в качестве компакт-диска. Альбом был переиздан на компакт-диске в 2003 году вместе с другими четырьмя из первых пяти студийных альбомов квартета, после ремастеринга и дополнений, прежде чем снова был переиздан в 2008 году с концертным бонусным диском. Обложку альбома нарисовал Мартин Аткинс, а фотографию сделал Брайан Гриффин. Echo & the Bunnymen отыграли несколько концертов в 2008 году, на которых полностью исполнили Ocean Rain при поддержке оркестра.
Альбом достиг четвёртого места в UK Albums Chart, восемьдесят седьмого места в американском хит-параде Billboard Top Lps & Tape, сорок-первого места в канадском чарте RPM 100 и двадцать второго места в шведском национальном чарте. С 1984 года британская ассоциация производителей фонограмм провозгласила альбому золотой статус. Ocean Rain включает хитовые синглы «The Killing Moon», «Silver» и «Seven Seas».

## Предыстория
После плохого приема третьего альбома Echo & the Bunnymen, Porcupine 1983 года, группа записала и выпустила сингл «Never Stop». Его спродюсировал Хью Джонс, работавший с группой в 1981 году над сведением их второго студийного альбома Heaven Up Here. Сингл представил новое звучание квартета с расширенной аранжировкой, включающей конги, маримбы, скрипки и виолончели. После того, как 8 июля 1983 года был выпущен «Never Stop», группа совершила поездку по Внешние Гебридским островам в Шотландии перед двумя успешными концертами в Королевском Альберт-Холле в Лондоне, произошедших 18 и 19 июля. Также в том же месяце группа была снята RPM Productions для документального сериала Channel 4 «Играй дома». Снявшись в кафе, которое использовалось при съемке, они записали акустические версии двух старых песен, «Stars Are Stars» и «Villiers Terrace», а также двух новых песен: «The Killing Moon» и «Silver», по итогу вошедших в эпизоды «Играй дома».

## Позиции в хит-парадах
Годовые чарты:
| Чарт (1984)                  | Позиция |
| ---------------------------- | ------- |
| Великобритания (Gallup Poll) | 65      |